# Alginsäure
Alginsäure, auch Algin, wird von Braunalgen und von einigen Bakterien (z. B. Azotobacter) gebildet. In der Alge stellt es das strukturgebende Element der Zellwände dar. Die interzelluläre Gelmatrix verleiht der Alge sowohl Flexibilität als auch Festigkeit. Algin ist ein Nebenprodukt bei der Gewinnung von Iod aus Meeresalgen im Nassverfahren. Es wird allerdings auch direkt für die Verwendung in der Lebensmittel- sowie der Pharma- und Kosmetikindustrie aus den Braunalgen extrahiert. Die Salze der Alginsäure werden allgemein als Alginate bezeichnet. Alginat findet vor allem als Verdickungs- oder Geliermittel Verwendung.

## Gewinnung und Herstellung

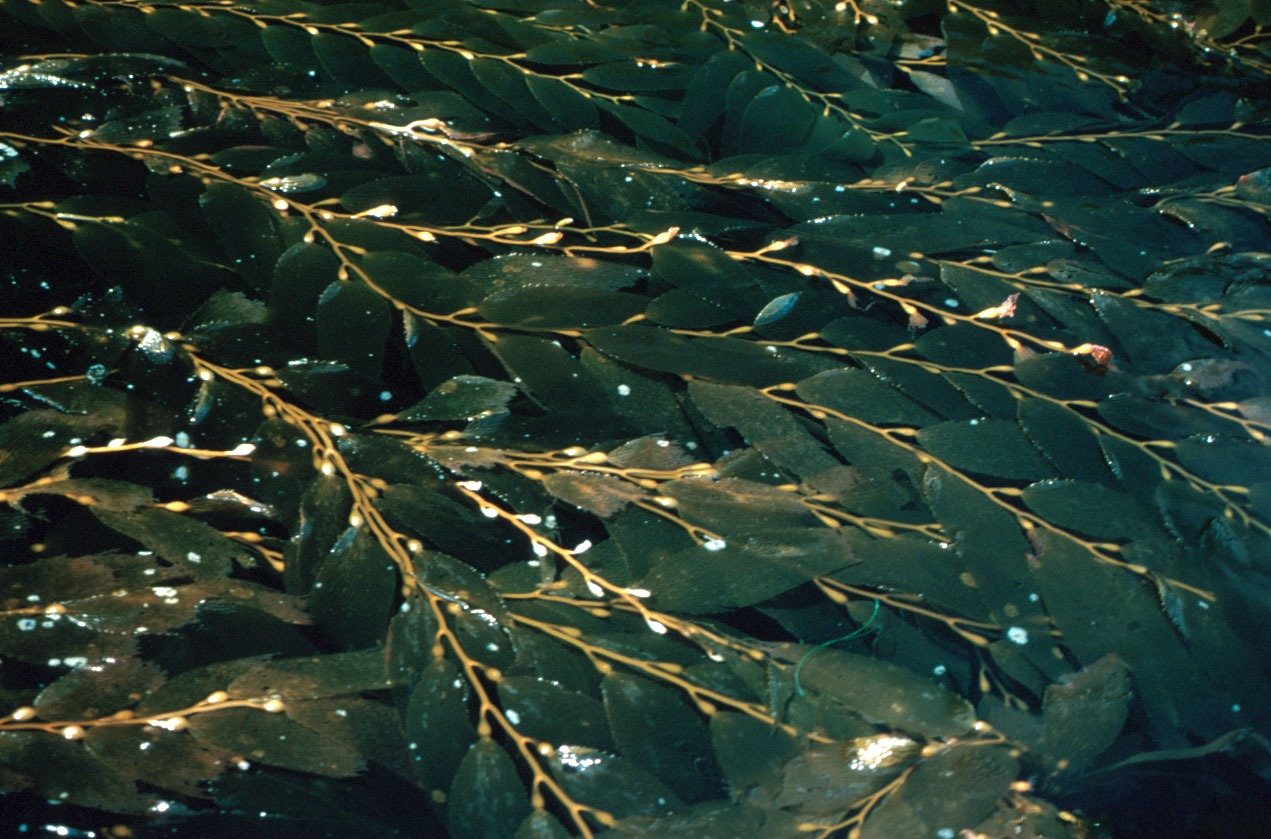
Macrocystis-Algen zur Gewinnung von Alginat

Die Gewinnung der Braunalgen erfolgt z. T. durch spezielle Trawler, die den Meeresboden „abernten“. Es ist auch immer noch gebräuchlich, dass die Algen nach Stürmen am Strand gesammelt werden. Als Algengattungen für die kommerzielle Herstellung von Alginat dienen unter anderem Laminaria, Ecklonia, Macrocystis, Lessonia, Ascophylum und Durvillea. Die gesammelten Algen werden grob von Schmutz und Verunreinigungen befreit und getrocknet. Nach dem Trocknen werden sie an den Alginatproduzenten geliefert. In einem ersten Prozessschritt werden die Algen gewaschen und vermahlen. Dann wird das Alginat extrahiert und mittels Filter- und Ausfällungsschritten aufgereinigt. Neben dem in der Lebensmittelindustrie am häufigsten verwendeten Natriumalginat (E 401) finden sich ferner folgende Salze der Alginsäure: Kaliumalginat (E 402), Ammoniumalginat (E 403), Calciumalginat (E 404) und Propylenglycolalginat (PGA, E 405).

## Struktur
Alginat ist ein Polysaccharid, bestehend aus den beiden Uronsäuren α-L-Guluronsäure (GulUA) und β-D-Mannuronsäure (ManUA), welche 1,4-glycosidisch in wechselndem Verhältnis zu linearen Ketten verbunden sind. Es bildet homopolymere Bereiche, in denen Mannuronsäure oder Guluronsäure als Blöcke vorliegen. Diese Blöcke werden als GG- oder MM-Blöcke bezeichnet. Im Bereich der GG- und MM-Blöcke kommt es zu einer Art Faltstruktur, die bei der Gelierung eine wesentliche Rolle spielt. Insbesondere die GG-Blöcke bilden eine regelmäßige Zickzack-Struktur aus. Die mittlere Molmasse beträgt 48.000–186.000 g·mol−1.

## Funktion
Alginat kann in Lösungen mit niedrigem Calciumgehalt zu einer Viskositätserhöhung führen. Die primäre Funktion ist allerdings die Gelierung. Zur Gelierung kommt es durch Einlagerung von Calciumionen in die Zickzackstruktur der GG-Blöcke. Auf diese Zone lagert sich dann die Zickzackstruktur eines anderen Alginatmoleküls. Es kommt hierdurch zur Ausbildung dreidimensionaler Strukturen. Da das Calcium in dieser Struktur wie ein Ei in der Schachtel liegt, wird dieses Modell auch als „Eierschachtel-Modell“ oder „Eggbox-model“ bezeichnet. Weil diese Reaktion mit dem Calcium sehr schlagartig erfolgt, wird in der Praxis mit verschiedenen Methoden gearbeitet, um die Reaktion kontrolliert ablaufen zu lassen. Hierzu werden häufig schwerlösliche Calciumsalze verwendet, die mittels langsamer Säuerung das Calcium nach und nach freisetzen. Außerdem finden auch Sequestranten Verwendung, die einen Teil des Calciums binden können. Anstelle von Calcium können andere divalente Kationen, z. B. Barium, zum Gelieren des Alginats genutzt werden. Durch die Vernetzung des Alginats mit bivalenten Kationen können sich, unter bestimmten Bedingungen, senkrecht zur Gelbildung ausgerichtete Poren bilden.
Die Salze der Alginsäure sind wasserlöslich, durch die hohe Viskosität der entstehenden Lösung ist dazu häufig Rühren über Nacht unter leichter Erwärmung nötig, um Klumpenbildung zu vermeiden. 1- bis 2-prozentige Lösungen gelieren bei Kontakt mit ausreichend konzentrierten Calcium-Lösungen spontan und rasch. Algin kann als Appreturmittel für Textilien und Gewebe sowie zur Herstellung photographischer Papiere angewandt werden. Als Lebensmittelzusatzstoff trägt es die Bezeichnung E 400.

## Anwendungen

### Lebensmitteltechnik
In der Lebensmittelindustrie werden Alginate als Emulgator, Gelier-, Überzugs- oder Verdickungsmittel eingesetzt. In der EU sind Alginsäure sowie deren Natrium-, Kalium-, Ammonium- und Calciumsalze als Lebensmittelzusatzstoff mit den Nummern E 400 bis 405 für alle für Zusatzstoffe zugelassenen Produkte – auch für „Bio“-Produkte – zugelassen.
Alginate werden vom Körper nicht aufgenommen und gelten als unbedenklich. Größere Mengen können allerdings die Aufnahme von Calcium und Spurenelementen wie Eisen herabsetzen und in Tierversuchen wurde eine leichte Beeinträchtigung der Eiweißverdauung festgestellt. Es bestehen jedoch keine gesundheitlichen Bedenken.
Alginate finden sich vielfach in Diät- und Lightprodukten, Backwaren, Tiefkühlprodukten, Mayonnaisen, Salatsaucen, Speiseeis, in Fleisch- und Gemüsekonserven sowie Suppen. Außerdem kommen sie bei der Herstellung von Schmelzkäse in Kombination mit Natriumcitrat (E 331) und Natriumphosphat (E 339) vor. Alginate finden auch Verwendung in der sogenannten molekularen Küche, wo sie zur Herstellung von Kunst- oder Fruchtkaviar benutzt werden. Daneben wird es auch in Kosmetikprodukten eingesetzt.

### Medizin

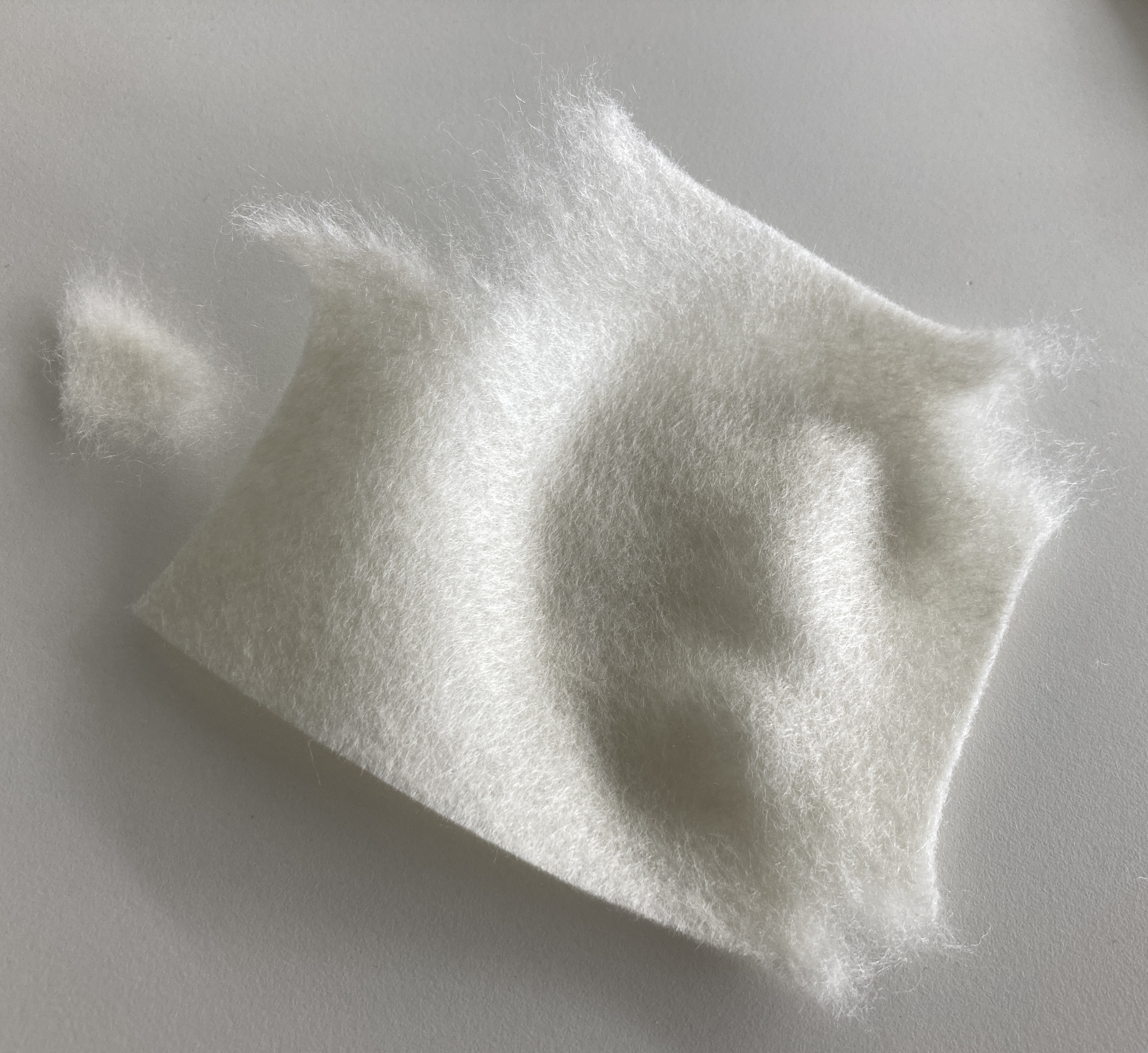
Alginat Wundauflage gezupft

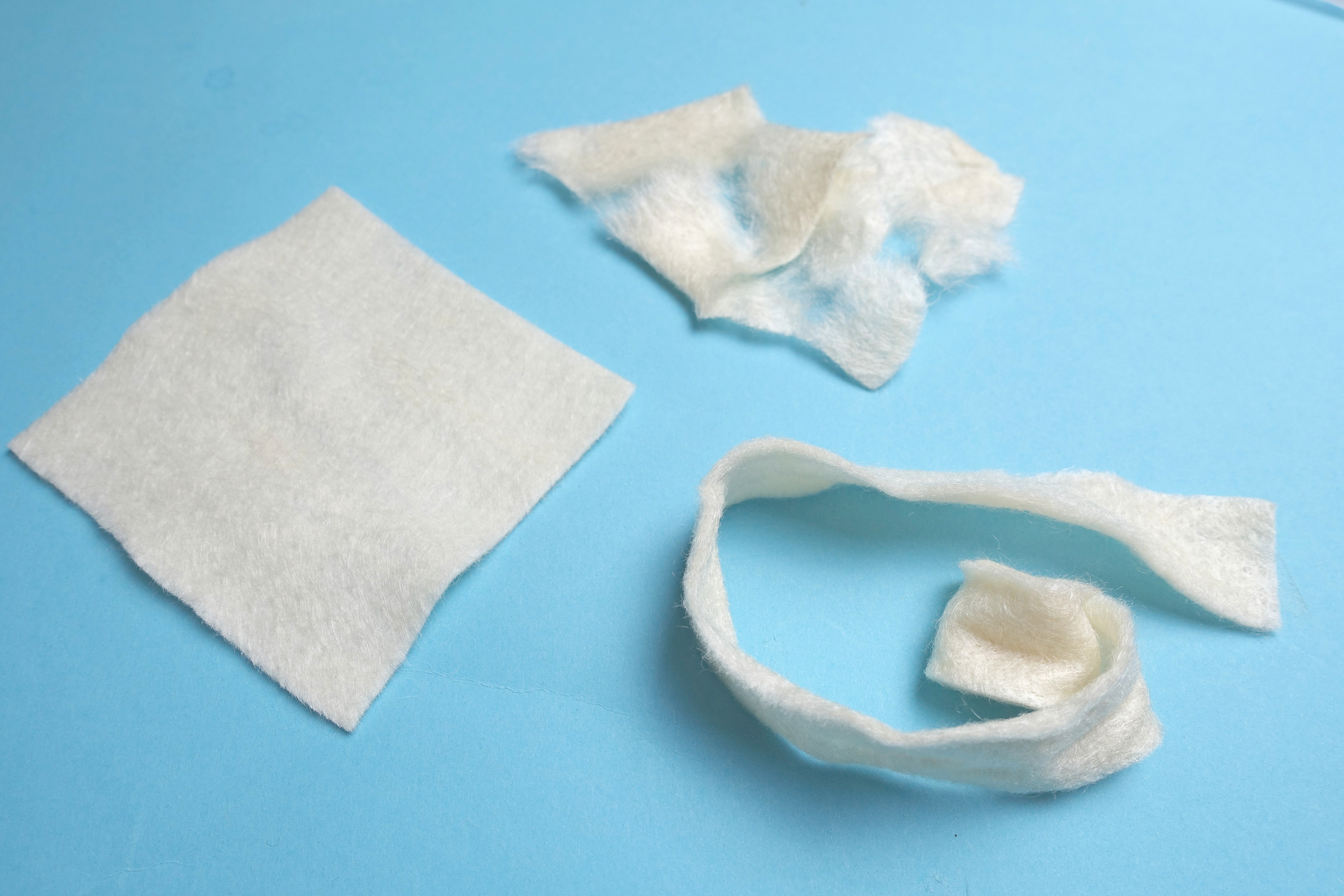
Rechts eine Alginat-Kompresse, links eine Alginat-Tamponade, oben eine gezupfte Alginat-Wundauflage

In der Medizin werden Calciumalginat-Produkte zur Versorgung von Wunden verwendet. In der Wundversorgung kommen Alginate als abdeckende Kompressen oder als Wundfüller zum Einsatz, um eine tiefe Wunde zu tamponieren. Calciumalginat verhindert das Verkleben des Verbandmaterials mit der Wunde, indem es Na+-Ionen aus dem Wundsekret gegen Ca2+ austauscht und in dem damit verbundenen Quellvorgang ein Gel bildet, das die Wunde feucht hält und die Wundheilung begünstigt, denn das Gel ist in der Lage, hohe Mengen an Wundexsudat sowie Zelltrümmer und Keime aufzunehmen. Diese Produkte sind in der Lage, das 20-Fache ihres Eigengewichts ans Exsudat aufzunehmen, und so das Risiko von Mazeration für das empfindliche neu-entstehende Gewebe zu senken. Das enthaltene Calcium wirkt zusätzlich blutstillend. Diese Produkte kommen nur bei übermäßig feuchten und nicht bei trockenen Wunden zum Einsatz.
In der Chirurgie wird Alginat auch als Wundauflage oder Wundfüller verwendet, insbesondere um chronische Wunden zu säubern und abheilen zu lassen.
Alginat wird auch als Biomaterial eingesetzt. Durch die Verkapselung menschlichen Zellgewebes mit Alginat ist es möglich, körperfremdes Material wie Spenderzellen einzulagern, ohne dass diese vom Immunsystem erkannt und zerstört werden können. Die Zellen nehmen dann aktiv am Stoffwechsel des Empfängers teil. So können z. B. insulinproduzierende Zellen von Spendern an Patienten mit Diabetes übertragen werden, welche dann nicht mehr auf Spritzen angewiesen sind.
Alginat wird auch als Medikament gegen Sodbrennen eingesetzt, wobei ausgenutzt wird, dass der Wirkstoff nicht verstoffwechselt wird und eine physikalische Barriere zwischen saurem Mageninhalt und Speiseröhre bildet. Hierbei bildet es mit weiteren Bestandteilen (Calciumcarbonat/Kaliumhydrogencarbonat) einen zähen Schaum, welcher sich auf den Mageninhalt legt und so einen erneuten Reflux verhindert.
Alginat hat in der Vergangenheit häufig Verwendung im Labor, insbesondere in der Zellkultur gefunden. Seine Eigenschaft, durch Zugabe von Calcium zu gelieren und nach Komplexierung des Calciums (z. B. mittels EDTA) wieder zu verflüssigen, ermöglicht die temporäre Kultur von Zellen in dreidimensionalen Strukturen und anschließend die Wiedergewinnung der Zellen, ohne diesen enzymatische, thermische oder mechanische Schäden zuzufügen, wie das bei anderen Gelen häufig passiert.

### Zahnmedizin
Alginat wird in der zahnmedizinischen Praxis häufig zur Abformung der Zahnreihen verwendet. Als Abformmaterial ist Alginat physiologisch unbedenklich und gestattet Abformungen von akzeptabler Genauigkeit und Detailtreue. Bei nicht sachgemäßer Weiterverarbeitung trocknet die Alginatabformung aus und wird dadurch unbrauchbar (Für Präzisionsabformungen werden jedoch Abformmaterialien mit hoher Detailtreue und Zeichenschärfe verwendet, wie vor allem Elastomere wie Polyether und Silikone). Das Abformmaterial wird in geeigneten Trägern aus Metall oder Kunststoff in den Mund eingebracht (sogenannte Abformlöffel). Der in der Zahnmedizin übliche Abformwerkstoff enthält neben Natriumalginat meist noch Calciumsulfat (Gips), Natriumphosphat als Verzögerer und einen großen Anteil an Kieselgur (Diatomeenerde).
Weiterhin dienen Alginat-Lösungen zur Isolierung von Materialien gegeneinander, d. h., um zu verhindern, dass sich diese Substanzen miteinander verbinden. In der Zahntechnik wird beispielsweise ein Gipsmodell mit einer Alginatlösung eingestrichen, damit sich eine auf diesem Modell hergestellte Kunststoffprothese anschließend problemlos vom Gipsmodell lösen lässt (Isolierung Gips gegen Kunststoff).
Ferner ist es ein Bestandteil von Haftmitteln für Zahnprothesen.

### Körperabformungen
Alginat wird von Künstlern im Bereich der Körperabformungen eingesetzt. Der Werkstoff wird auf die abzuformende Körperpartie großflächig aufgetragen. Innerhalb weniger Minuten bindet das Alginat zu einer wackelpudding- bis silikonartigen Masse ab. Anschließend werden auf das fest gewordene Alginat noch einige Lagen Gipsbinden gestrichen, um die Proportionen zu erhalten und die Form für das spätere Ausgießen zu stabilisieren. Auch die Gipsbinden härten sehr schnell aus, so dass die Negativform kurz darauf vorsichtig vom Körper gelöst und abgenommen werden kann. Durch die Verwendung von Alginat wird eine sehr detaillierte und porengetreue Abformung erreicht.
Danach wird Modellgips angerührt und die Negativform damit vollflächig ausgegossen. Nach einer Trocknungszeit von rund 24 Stunden kann dann die Positivabformung aus der Alginat-Gips-Schale entformt und dann weiter bearbeitet werden.

### Textildruck
Alginat wird als Verdickungsmittel beim Textildruck verwendet.